# Баковцы (Львовская область)
Ба́ковцы (укр. Баківці) — село в Бобрской городской общине Львовского района Львовской области Украины.
Население по переписи 2001 года составляло 383 человека. Занимает площадь 1,193 км². Почтовый индекс — 81712. Телефонный код — 3239.